# زوكابار
زوكابار أو زوكهابار أو سوكابارأو سوقابار (بالإنجليزية: Zuccabar) كانت مدينة رومانية فينيقية قديمة في موريتانيا القيصرية. تقع في مدينة مليانة الحالية بالجزائر.
أصل الكلمة بونيقي ويعني سوق البر أي سوق القمح.